# 疏散微孔草
疏散微孔草（学名：Microula diffusa）为紫草科微孔草属的植物，是中国的特有植物。分布在中国大陆的西藏、甘肃、青海等地，生长于海拔3,000米至4,200米的地区，常生于多石砾山坡、沙地、林中、河滩以及田边，目前尚未由人工引种栽培。